# Hong Kong Film Critics Society
A Hong Kong Film Critics Society (HKFCS; Hongkongi Filmkritikusok Társasága, hagyományos kínai: 香港電影評論學會), egy 1995-ben alapított szervezet, mely az első filmkritikusok és szakértők szervezete Hongkongban. A FIPRESCI tagja.
Hongkongból hosszú időn át hiányzott a filmkritikusoknak valamiféle szerveződése, szövetsége. A helyzetet egy csoport veterán filmkritikus és kulturális munkás oldotta meg. Több találkozó után 1995 márciusában végül megalapították a hongkongi filmkritikusok társaságát, a Hong Kong Film Critics Society-t.
A társaság szervezésében adják át 1994 óta évente a Hong Kong Film Critics Society Awards nevű elismerést a hongkongi filmipar legjobbjainak.

## Fordítás
- Ez a szócikk részben vagy egészben  a   Hong Kong Film Critics Society című en Wikipédia-szócikk fordításán alapul.  Az eredeti cikk szerkesztőit annak laptörténete sorolja fel. Ez a jelzés csupán a megfogalmazás eredetét és a szerzői jogokat jelzi, nem szolgál a cikkben szereplő információk forrásmegjelöléseként.